# جينيز
جينيز هي بلدية (بلدية) في مقاطعة فيربانو كوزيو أوسولا في منطقة بيدمونت الإيطالية ، وتقع على بعد حوالي 110 كيلومتر (68 ميل) شمال شرق تورينو وحوالي 8 كيلومتر (5 ميل) جنوب فيربانيا . اعتبارًا من 31 ديسمبر 2004 ، كان عدد سكانها 913 نسمة وتبلغ مساحتها 14.9 كيلومتر مربع (5.8 ميل2) .
تحتوي بلدية جينيز على frazioni (التقسيمات الفرعية ، القرى والنجوع بشكل رئيسي) ألبينو سيغنيز ، نوكو ، فيزو.
تقع منطقة جينير على حدود البلديات التالية: أرمينو ، وبروفيلو-كاربوجنينو ، وأوميغا ، وستريسا .

## روابط خارجية
- www.comune.gignese.vb.it/